# Quercus marilandica
Quercus marilandica (L.) Münchh. – gatunek roślin z rodziny bukowatych (Fagaceae Dumort.). Występuje naturalnie w środkowych, południowych i wschodnich Stanach Zjednoczonych – w Alabamie, Arkansas, Dystrykcie Kolumbii, Delaware, na Florydzie, w Georgii, Iowa, Illinois, Indianie, Kansas, Kentucky, Luizjanie, Marylandzie, Missouri, Missisipi, Karolinie Północnej, Nebrasce, New Jersey, stanie Nowy Jork, Ohio, Oklahomie, Pensylwanii, Karolinie Południowej, Tennessee, Teksasie, Wirginii oraz Wirginii Zachodniej.

## Morfologia

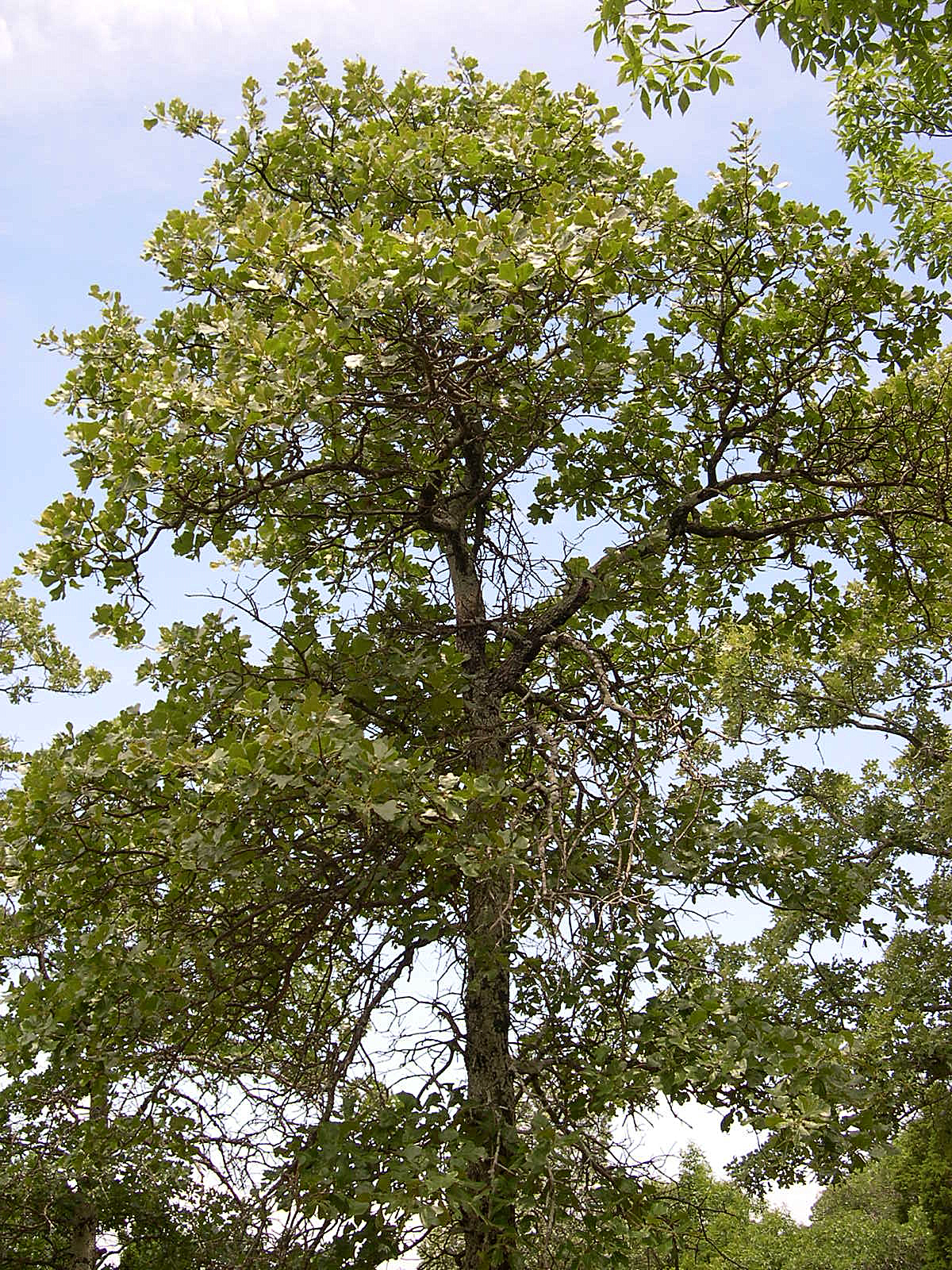
Korona drzewa

PokrójZrzucające liście drzewo dorastające do 15 m wysokości. Kora jest szorstka i ma czarną barwę.
LiścieBlaszka liściowa ma odwrotnie jajowaty kształt. Mierzy 7–20 cm długości oraz 7–20 cm szerokości, jest z 3–5 szerokimi klapami na brzegu, ma nasadę od zaokrąglonej do sercowatej i zaokrąglony wierzchołek. Ogonek liściowy jest owłosiony i ma 5–20 mm długości.
OwoceOrzechy zwane żołędziami o kształcie od jajowatego do elipsoidalnego, dorastają do 12–20 mm długości i 10–18 mm średnicy. Osadzone są pojedynczo w miseczkach mierzących 6–10 mm długości i 13–18 mm średnicy. Orzechy otulone są w miseczkach do 35% ich długości.

## Biologia i ekologia
Rośnie w zaroślach oraz na skalistych stokach. Występuje na wysokości do 900 m n.p.m.